# The Klezmatics
The Klezmatics – nowojorska grupa klezmerska założona w 1986 roku. Wykonuje muzykę klezmerską z elementami jazzu, rocka, gospel i innych współczesnych gatunków muzycznych. Oprócz utworów czysto „klezmerskich”, czyli instrumentalnych, zespół ma w swoim repertuarze wiele tradycyjnych piosenek i pieśni żydowskich śpiewanych m.in. w jidysz i po aramejsku. Twórczość własna The Klezmatics obejmuje nieliczne utwory anglojęzyczne (np. Fradde’s Song z tekstem Tony’ego Kushnera).
Występowali m.in. z Itzhakiem Perlmanem, Chawą Albersteinem, Joshuą Nelsonem. The Klezmatics występowali kilkakrotnie na Festiwalu Kultury Żydowskiej w Krakowie.
W 2007 roku grupa zdobyła statuetkę Grammy w kategorii Najlepszy album world music za album Wonder Wheel.

## Członkowie zespołu
Obecny skład:
- Frank London (trąbka)
- David Licht (perkusja)
- Paul Morrissett (kontrabas, cymbały)
- Lorin Sklamberg (śpiew, akordeon)
- Matt Darriau (instrumenty dęte)
- Lisa Gutkin (skrzypce)

Byli członkowie:
- Alicia Svigals (skrzypce)
- David Krakauer (klarnet)
- Margot Leverett (klarnet)

## Dyskografia
- 1989 – Shvaygn = Toyt
- 1992 – Rhythm and Jews
- 1995 – Jews With Horns
- 1997 – Possessed
- 1998 – The Well (z Chavą Alberstein)
- 2002 – Rise Up! Shteyt Oyf!
- 2004 – Brother Moses Smote the Water (z Joshua Nelsonem i Kathryn Farmer)
- 2006 – Wonder Wheel
- 2006 – Woody Guthrie’s Happy Joyous Hanukkah
- 2008 – Tuml = Lebn: The Best Of The First 20 Years
- 2011 – Live at Town Hall[1]
- 2016 – Apikorsim Heretics[2]